# Mythologie maya
La mythologie maya est l’ensemble des croyances de la religion maya.

## Cosmogonie
La mythologie maya fait référence aux extensives croyances polythéistes de cette civilisation précolombienne. Cette culture mésoaméricaine a suivi les traditions de sa religion durant 3 000 ans jusqu'au IXe siècle.
La plupart des textes mayas ont été brûlés par les Espagnols pendant leur invasion en Amérique. En conséquence, de nos jours, les connaissances sur la mythologie maya sont très limitées.
Si la religion maya reste en grande partie obscure, on sait néanmoins qu’ils croyaient que le cosmos était séparé en trois entités différentes : le monde inférieur (appelé Xibalba dans le Popol Vuh), la terre et le ciel.
La civilisation Maya a habité une grande partie de la Mésoamérique, sur les territoires actuels du Guatemala, du Belize, du Honduras, du Salvador et du Mexique. Son histoire a duré à peu près 3 000 années. Les Mayas sont considérés comme l'une des anciennes cultures les plus avancées en mathématiques, architecture et astronomie, ainsi que dans la construction d'une philosophie de la vie.
Deux textes permettent la compréhension de la mythologie maya :
Le Popol Vuh (ou Livre de la Commission de l'ancien Quiche) raconte les mythes de la création de la Terre et de l'Homme, et les aventures des dieux jumeaux Hunahpú et Ixbalanqué).
Le Chilam-Balam raconte diverses faits, histoires et traditions du peuple maya. Ces livres ont été réécrits par les descendants mayas aux XVIe et XVIIe siècles, longtemps après l'influence de la culture espagnole. Ils ont donc un peu changé, mais restent la preuve des traditions religieuses d'origine et de leur développement historique.

### Popol-Vuh
Le Popol Vuh est un livre qui compile des narrations mythiques, légendaires et historiques du peuple Quiché, le peuple maya guatémaltèque majoritaire. Ce livre de grande valeur historique et spirituelle, a été nommé, faussement, livre sacré ou la bible des Mayas quiché. Il se compose d'une série d'histoires qui tentent d'expliquer l'origine du monde, de la civilisation, de divers phénomènes naturels, etc.

#### La théorie de la création du monde selon le Popol-Vuh
Au commencement du monde, lorsque seuls le ciel et la mer existaient, sept dieux se réunirent en conseil : les quatre gardiens des angles de l’Univers, Tepeu l’Ouvrier, Gucumatz le seigneur au manteau de plumes vertes, et l’Huracan, appelé aussi « Cœur du Ciel ». Ils répandaient dans les ténèbres une clarté resplendissante.
Quand ils se furent mis d’accord, Huracan lança la foudre et l’éclair, fit rouler le tonnerre et prononça le mot « Terre » : aussitôt la Terre apparut à la surface de la mer, les montagnes se dressèrent, les vallées se creusèrent, et une végétation verdoyante recouvrit le paysage, à la grande joie de Gucumatz : « Sois remercié Huracan ! »  s’écria-t-il.
« Notre œuvre n’a aucun sens s’il n’existe personne pour nous féliciter, fit remarquer un dieu. Créons donc des êtres parfaits, qui devront nous honorer et chanter nos louanges ! »
Ils se mirent à la tâche, et donnèrent ainsi la vie aux premiers habitants de la Terre : les oiseaux, les serpents et les fauves. Les dieux définirent le langage de chaque espèce et décidèrent d’employer les animaux comme gardiens des végétaux. « A présent, célébrez vos créateurs ! ordonnèrent-ils. Invoquez nos noms ! Honorez notre gloire ! » Hélas, les animaux ne purent que gazouiller, siffler ou hurler. Déçus, les dieux en conclurent que ces premiers êtres vivants n’étaient pas parfaits et ils leur dirent : « Vous serez désormais condamnés à être pourchassés, tués et mangés ! »
Peu désireux de rester sur un échec, les sept dieux décidèrent alors de fabriquer les Hommes qui, pensaient-ils, sauraient montrer de la reconnaissance envers leurs créateurs. Ils modelèrent donc à l’aide de terre humide tout un peuple d’êtres humains, mais une nouvelle fois ils furent déçus. En effet, bien qu’animées et sachant parler, ces statues d’argile ne pouvaient pas tourner la tête et regardaient toujours dans la même direction ; de plus elles se désagrégeaient au contact de l’eau. Surtout, les dieux leur reprochaient de n’éprouver aucun sentiment et de ne montrer pas plus d’intelligence que les animaux. Ils les détruisirent donc et se réunirent une troisième fois pour chercher le moyen de créer des hommes qui se souviendraient d’eux : « Essayons le bois ! » se dirent-ils.
Bientôt la Terre se peupla de mannequins taillés dans du bois. Ils parlaient, se reproduisaient, savaient construire des maisons ; mais ils n’avaient pas de cœur, ne comprenaient rien, allaient sans but. Comme précédemment les statues d’argile, les mannequins de bois ignoraient leurs créateurs. Ils tombèrent donc en disgrâce, se desséchèrent, puis les dieux les condamnèrent à disparaître totalement de la surface de la Terre. Sans arrêt, pendant des jours et des jours, ils firent tomber du Ciel une pluie noire comme les ténèbres, accompagnée de torrents de résine. Pour échapper à l’inondation, les hommes de bois essayèrent de se réfugier sur les toits ou dans les arbres, mais les animaux domestiques et les outils mécontents des mauvais traitements qu’ils avaient subis, se révoltèrent à leur tour et les poursuivirent. De rares survivants de cette race de bois réussirent à se cacher dans les forêts, ou ils donnèrent naissance à une espèce de petits singes qui vit dans les arbres.

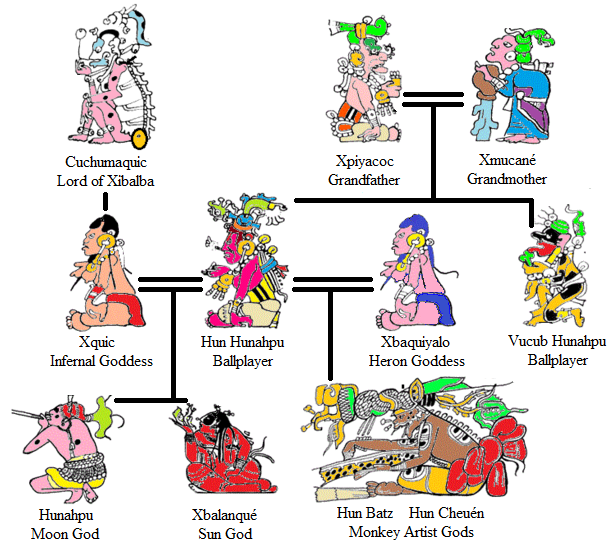
"Arbre généalogique" des dieux et demi-dieux du Popol Vuh.

Décidés à réussir coûte que coûte la création des Hommes véritables, les dieux se réunirent à nouveau dans l’obscurité de la nuit : ils devaient y parvenir avant l’aurore ! « Il nous faudrait un matériau noble, dont nous ferions la chair et le sang des Hommes, et qui leur donnerait à la fois la vie, la force, et l’intelligence. Mais où le trouver ? » se demandèrent-ils.
Alors que les dieux réfléchissaient, quatre animaux vinrent les trouver : le chat sauvage, le coyote, la perruche et le milan. « Nous savons quel est ce matériau exceptionnel, annoncent-ils. Suivez-nous ! » Ils conduisirent les dieux. Ils égrenèrent les épis, moulurent les grains jaunes et blancs, et fabriquèrent une pâte dont ils firent la chair de quatre hommes. C’étaient enfin des êtres intelligents ! Ils remerciaient leurs créateurs en invoquant leurs noms. Ils voyaient dans les ténèbres, parlaient le même langage et devinrent aussi savants que les dieux. Ceux-ci finirent par s’inquiéter : « Nous avons trop bien réussi cette fois : limitons leur pouvoir ! » Ils jetèrent alors aux yeux des hommes un nuage de vapeur qui ternit leur regard si bien qu’ils ne voient plus désormais de l’Univers que ce qui est proche. Enfin satisfaits, les dieux créèrent quatre femmes de maïs et les placèrent près des hommes pendant leur sommeil. À leur réveil, ceux-ci eurent donc la joie de découvrir des compagnes : le peuple maya-quiché était né avec les huit êtres créés à ce moment-là (Balam-Quitzé, Balam-Agab, Mahucutah, Iqui-Balam, Caha-paluma, Choimha, Cakixia, Tzununiha).
Les premiers humains étaient trop intelligents et pouvaient voir presque tout. Ils remerciaient les dieux, mais les dieux virent un danger dans cette vision du monde. Donc les dieux mirent l'obscurité dans leurs yeux. Toute la sagesse des humains disparut.

#### Le mythe des jumeaux Hunahpú et Ixbalanqué
Ipixcayo et Ixmucané avaient eu deux fils. Un de ces fils eut deux jumeaux, Hun Hunahpú et Vucub Hunahpú. Le premier épousa Ixbaquiyab, avec laquelle il eut aussi deux jumeaux appelés Hunbatz et Hunchouen. Hun Hunahpú et son frère jouaient beaucoup ensemble mais faisaient aussi beaucoup de bruit, ce qui vexa les Seigneurs du Xibalbá (l’inframonde). Ces Seigneurs envoyèrent plusieurs chouettes pour inviter les jumeaux à jouer au ballon avec eux. Les jumeaux furent vaincus et exécutés. Leurs cadavres furent dépecés puis enterrés sauf la tête de Hun Hunahpú, qui fut accrochée sur un arbre infertile qui n’avait jamais donné des fruits jusqu’alors.
Alors la jeune Ixquic, fille de Cuchumatic, un des Seigneurs du Xibalbá, essaya de ramasser un des fruits mais la tête de Hun Hunahpú lui cracha sur la main. Sa salive fit qu'Ixquic fut enceinte. Quand la grossesse devint visible, son père ordonna aux chouettes de tuer sa fille. Mais les chouettes furent miséricordieuses et firent croire à Cuchumatic que sa fille était morte comme il l'avait voulu. Ensuite elle alla vivre chez sa belle-mère. Ixquic enfanta finalement deux jumeaux, Hunahpú et Ixbalanqué, qui se mirent à leur tour à jouer au ballon. Par conséquent, ils furent aussi appelés par les Seigneurs du Xibalbá de même qu'avec leurs ancêtres, mais cette fois les jumeaux furent invaincus. Hunahpú et Ixbalanqué sont devenus le Soleil et la Lune.

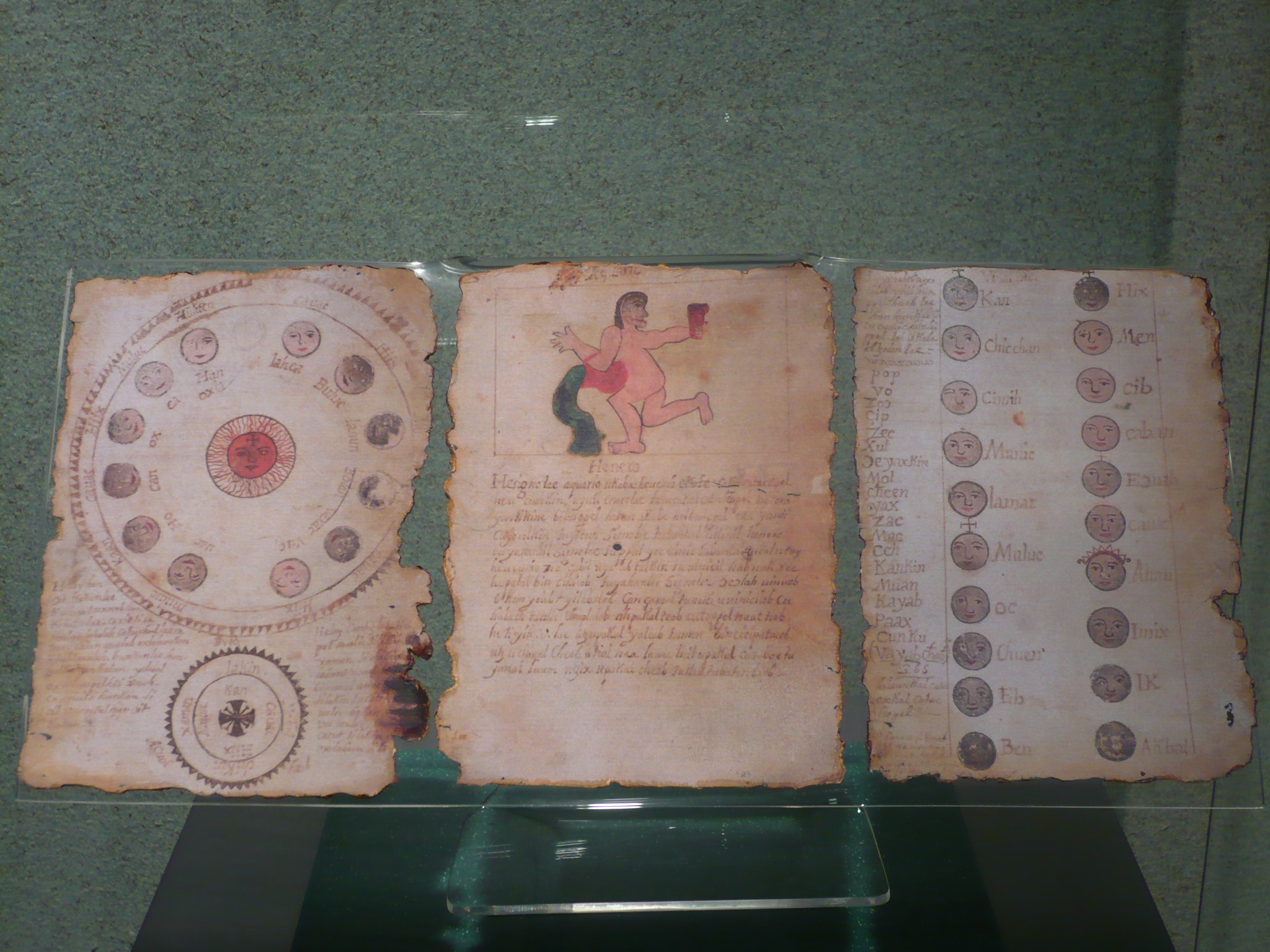
Copie du Chilam Balam d'Ixil exposée au Musée National d'Anthropologie à Mexico.

### Le Chilam Balam
Chilam Balam est le nom de plusieurs livres qui relatent des faits historiques et des circonstances de la civilisation maya. Ils furent écrits dans la langue maya, par des personnes anonymes, au cours des XVIe et XVIIe siècles dans la péninsule du Yucatan. À leur titre est ajouté le nom de la ville où ils ont été écrits, par exemple, le Chilam Balam de Chumayel, de Tizimin, de Maní, de Kaua ou encore d'Ixil
Ils constituent une source importante pour la connaissance de la religion, l'histoire, le folklore, la médecine et l'astronomie précolombienne Maya. Leur nom vient des mots « chilan » (le n se change en m devant la lettre b) qui signifie « prophète, devin » et de « balam » qui signifie « jaguar ». « Chilam Balam » désignerait un individu, prêtre, prophète, chamane, qui aurait annoncé la venue des Espagnols. 
Le livre Chilam Balam de Chumayel a été écrit par un prêtre maya et il est considéré comme l'un des codex  les plus importants de la culture maya. Le manuscrit porte le nom de l'endroit où il a été trouvé dans l'État du Yucatan au milieu du XIXe siècle. Les textes du livre proviennent directement d'anciens chants et poèmes mayas qui étaient transmis oralement et par écrit avant l'arrivée des Espagnols. Le livre est divisé en chapitres et il traite  plusieurs sujets importants dans la société maya, notamment de l'importance du calendrier, des villes et des constructions pyramidales (comme la pyramide de Chichén Itzá), ainsi que de la mythologie. 
Les livres du Chilam Balam ont été écrits après la conquête espagnole. Pendant la période coloniale, la plupart des écrits et des traces de la religion maya furent détruits par les missionnaires catholiques espagnols, considérant que ces vestiges représentaient des influences païennes et donc nuisibles à l'endoctrinement des Mayas. On y trouve un mélange de concepts précolombiens et d'emprunts à la culture européenne, par exemple il n'y a plus de dieux. Ce livre est issu d'une tentative de syncrétisme.

### Inframonde
Le monde souterrain comportait neuf strates sur lesquelles régnaient neuf seigneurs de la Nuit.
Le monde souterrain était un endroit froid et inhospitalier auquel étaient destinés la plupart des Mayas après leur mort. Lorsque les rois mouraient, ils empruntaient le chemin lié au mouvement cosmique du soleil et tombaient dans le Monde inférieur, mais parce qu’ils possédaient des pouvoirs surnaturels, ils renaissaient dans le Monde céleste et devenaient des dieux.
Cet univers souterrain accueillait aussi chaque soir les corps célestes comme le Soleil, la Lune et Vénus, une fois franchi le seuil de l’horizon.

#### Géographie
D’après le Popol Vuh, dans la mythologie, Xibalbá est l’inframonde où règnent les douze dieux qui représentent la mort et les maladies. Il était représenté par les racines du fromager, l’arbre sacré des Mayas.
Hun-Camé (dieu numéro 1) et Vucum-Camé (dieu numéro 7) étaient les deux dieux principaux de la cour de l’inframonde. Les autres dieux étaient des démons qui travaillaient en couples, chacun représentant une torture humaine : la maladie, la faim, la peur, l’indigence, la douleur et la mort.
D’après le Popol Vuh, Xibalbá accueillait une civilisation structurée, avec un Conseil des Seigneurs, des maisons, un terrain de jeu de balle, des jardins et des constructions sacrées.
Xibalbá est le théâtre des aventures d’Ixbalanqué et son jumeau Hunahpú. Ces deux grands héros y sont venus venger la mort de leur père, assassiné par le Seigneur du Xibalbá.
On dit, qu’au XVIe siècle, l’entrée à l’inframonde se situait dans une caverne en Alta Verapaz, près de Cobán, Guatemala.

#### Habitants - Les dieux du Xibalba
Le Popol-Vuh fait référence à douze Seigneurs de l’inframonde, tandis que le Chilam Balam n'en compte que neuf en raison de son syncrétisme.
- Hun-Camé et Vucub-Camé : juges suprêmes de l’inframonde. Leur fonction est d’assigner les attributions aux Seigneurs du Xibalbá.
- Rodan : aussi connu en tant que « L’oiseau de feu » ou « Démon du feu » cela variait de chaque village ou clan, il apportait le feu soit pour aider ou soit pour détruire il est plus réputé pour être cruel et annonciateur de catastrophe que pour aider les Hommes.
- Xiquiripat : aussi connu en tant que « Petate emplumado (Balluchon Emplumé) ». Cette divinité transportait les défunts sous forme de fumée. Il était responsable de l’écoulement du sang des hommes.
- Ahal Puh et Ahalcaná : ils provoquaient la diarrhée, avec des bosses et des douleurs.
- Chuchumaquic : il occasionnait les caillots.
- Chamiabac et Camiholom : « Vara de Hueso (Bâton d’Os) et Vara de Calavera (Baton de Crâne) », respectivement. Ils détruisaient les hommes jusqu’aux os.
- Ahal Mez : il produisait les ordures[7].
- Ahal Tocob : il était responsable de la misère et de la mort soudaine.
- Xic : Il provoquait la mort par infarctus.
- Patán : il causait le vomi mêlé de sang[7].

#### Les Maisons
Xibalbá comprenait six maisons qui appartenaient aux « Seigneurs » de la mort :
- « Casa Oscura (Maison Obscure) ou Quequma-ha » où il n’y avait que ténèbres.
- « Casa Xuxulim-ha » où il faisait très froid, avec un vent froid et insupportable.
- « Casa de los Jaguares (Maison des Jaguars) ou Balami-ha » où il n’y avait que jaguars qui grognaient.
- « Casa de los Murciélagos (Maisons des Chauve-souris) ou Zotzi-ha » où il n’y avait que des chauve-souris qui criaient, sans pouvoir sortir de cette maison.
- « Casa de las Navajas (Maison des Couteaux) ou Chayin-ha » où il n’y avait que des couteaux aiguisés qui grinçaient.
- « Casa del Calor (Maison du Feu) » où il n’y avait que flammes et braises[8].

##### Les entrées
Les Mayas croyaient que les cenotes, produits de l'érosion des pierres calcaires, étaient les entrées de Xibalbá. Ces séries de tunnels au-dessous de la Péninsule du Yucatan étaient naturellement remplies d’eau.
Il y avait beaucoup d’entrées de Xibalbá car les cenotes sont très communs dans ce territoire. La plupart étaient sacrés. Les grandes villes mayas comme Chichen Itzá et Mayapán sont stratégiquement situées auprès de cenotes, puisque c'était aussi leur source principale d’eau. On y faisait des sacrifices et rituels pour adorer les dieux de l’inframonde et éloigner le mal de la population.
Une autre façon d’y entrer étaient les tératomorphes, temples qui ressemblaient à des grottes artificielles, où on pouvait parler avec les dieux et les aïeux.
Les Mayas ne croyaient pas que la mort soit la fin définitive de l’existence. Ils croyaient que l’âme continuait à « vivre » dans l’inframonde. Ils pensaient qu’à l’arrivée à Xibalbá, l’âme devenait une divinité. Faute de croyances judéo-chrétiennes, pour eux cette évolution n’était pas une punition mais un destin logique.
Les divinités de Xibalbá pouvaient revenir temporellement au monde réel et les morts pouvaient aussi sortir temporairement de l’inframonde grâce aux rêves et à certaines drogues.

### La terre
Dans le calendrier maya représenté sur le Codex de Dresde, l’un des rares à avoir survécu à la conquête espagnole, les Mayas voyaient la Terre comme une forme plate et carrée. Chacun de ses quatre angles était situé à un point cardinal et était représenté par une couleur : le rouge à l’est, le blanc au nord, le noir à l’ouest et le jaune au sud. Le centre était vert.

### Le ciel
Le ciel était composé de treize strates, chacune ayant sa propre divinité. Au niveau le plus élevé se trouvait l’oiseau Muan.
Certains Mayas croyaient aussi que chacun de ses quatre angles était soutenu par une divinité d’une musculature impressionnante appelée Bacab. Pour d’autres, le ciel était soutenu par quatre arbres de couleurs et d’espèces différentes, et le Ceiba vert, ou liard, se dressait au centre.
Les humains bons et vertueux menaient après leur mort une existence tranquille dans ces cieux, sous un immense arbre, Yaxche, qui étendait ses branches dans toutes les directions.
Là, ils pouvaient oublier toute leur fatigue et tous leurs tourments, rafraîchis par une brise fraiche qui soufflait et bercés par une musique douce, ils passaient le temps agréablement en conversations amicales et ils mangeaient une nourriture délicieuse.

### L'arbre sacré
Le Ceiba (Ceiba pentandra, fromager ou  kapokier) était un arbre sacré pour les Mayas. Selon les Mayas, les branches de cet  arbre géant soutenaient les cieux, tandis que ses racines profondes étaient des moyens de communication entre le monde des vivants et le monde souterrain.

### Les boissons sacrées
Le « balché » (boisson fermentée alcoolisée) était utilisé dans les cérémonies comme offrande pour les dieux, on le fabriquait à partir d'eau, de miel et de l'écorce de certains arbres. Le « sakab », autre boisson cérémonielle, se faisait avec du maïs et du miel. Toutes ces boissons se buvaient dans des bols et se transportaient dans des gourdes ou calebasses.

### Les prophéties de l'apocalypse

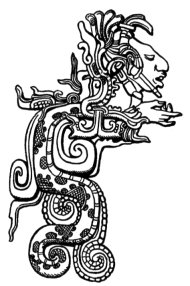
Kukulkan d'après une gravure à Yaxchilan.

Les Mayas ont prédit l'apocalypse - la destruction totale du monde - selon l'avertissement de l'un de leurs principaux dieux, Kukulcan. Contrairement aux prophéties mentionnées dans d'autres cultures, celle-ci a son calendrier qui lui assigne une date exacte.
Les calculs des Mayas s'appuyaient sur les cycles des étoiles, des planètes et des astéroïdes puisque presque toutes leurs villes avaient un observatoire. Les Mayas connaissaient déjà les mouvements des corps célestes sur les 1000 prochaines années. 
Pour comprendre comment ils sont arrivés à cette conclusion, il faut analyser leur système de calendriers, qui est divisé en trois.
- Un calendrier solaire, le calendrier Haab (année de 365 jours).
- Un calendrier cérémonial, le calendrier Tzolk'in  (année de 260 jours).
- Un système de datation, le Compte Long commençant le 13 août 3114 av. J.-C. et se terminant 5125 ans plus tard, le 21 décembre 2012.

## Divinités
À l'époque postclassique, le panthéon maya comptait un grand nombre de divinités. Cette prolifération s’explique en partie par le fait que chacune des divinités se présentait sous des aspects multiples. Certaines pouvaient se présenter sous une forme masculine ou féminine, ou encore sous une forme jeune ou âgée. Chaque dieu représentant un corps céleste possédait dans le monde souterrain un visage différent qui se révélait chaque soir à sa « mort ». Une divinité pouvait changer d'aspect selon la direction (nord, sud, ouest, est, centre), cet aspect étant lié à une couleur.

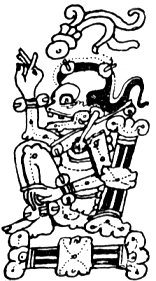
Ah Puch, dieu de la mort

À la fin du XIXe siècle, le mayaniste Paul Schellhas (de) entreprit d'explorer l'iconographie foisonnante des codex de Dresde, de Paris et de Madrid. De cette étude il dégagea un certain nombre de divinités. La connaissance de l'écriture maya en était encore à ses balbutiements. Schellhas choisit donc prudemment de désigner chacune de ces divinités par une lettre, de A à P. les mayanistes sont actuellement loin d'être d'accord sur les concordances entre ces divinités et les noms de divinités cités par Diego de Landa ou les Chilam Balam. Si l'on excepte quelques points de détails, la classification de Schellhas continue donc à être employée dans les études mayas.

### Les dieux abeilles
Les Mayas du Yucatan étaient des dieux abeilles appelées Xmulzencab ou Ah Muzenkab (ces derniers étaient des divinités abeilles, liées à l'apiculture et à l'est et au nord directions) apparaissant dans la création et ayant des couleurs différentes et associé à une adresse particulière ou cours de l'univers. L'apiculture était une activité très importante et ceux qui se livrent à elle était une partie dans le mois zec en l'honneur du Bacabes et Hobnil.

## Nahualisme

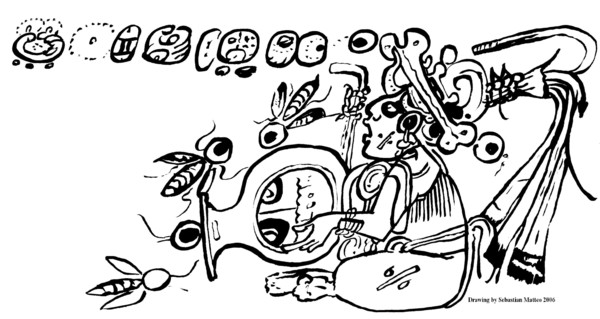
Un Nahual de l'époque classique représenté sur une céramique (dessin de Sebastian Matteo).

Chez les Tzetlals d’Oxchuc (Chiapas central) selon Alfonso Villa Rojas (1947, 1963), chacun « reçoit l’aide » d’un Nahual. Il est décrit comme un animal (lézard, chien, faucon) ou un humain différent d’un individu « normal » (par exemple, un nain déguisé en catholique), il en existe aussi sous la forme de boules de feu (rouge, jaune et verte). Tous ces êtres sont considérés comme invisibles, sans corps. Il arrive parfois que l’on puisse les voir circuler derrière les huttes, se cacher derrière les arbres ou se comporter comme de vrais animaux, et ceci se passe bien sûr de nuit... Pendant la journée il reste dans le « cœur de son propriétaire/maître », alors qu’une fois l’obscurité tombée, il est libre de ses mouvements. Si le Nahual est blessé pendant ses excursions, le maître de celui-ci l’est aussi.
Par l’intermédiaire de ces êtres, les chefs et aînés peuvent mettre à découvert les comportements inadéquats de leurs subordonnés qu’ils punissent par des maladies ou des infortunes. Celui qui viole les principes de la communauté est donc exposé à la sanction. Un autre nom des Nahuals est donc agchamel, « le faiseur de maladie ». Les individus les plus puissants ont donc un Nahual qui peut consciemment effrayer les gens « du commun », qui peuvent en posséder un mais rarement le contrôler. Un Nahual peut aussi en contrer un autre, et donc sauver le malade.
Alfonso Villa Rojas fait un parallèle avec les tribus Itzas du Petén où les anciens étaient considérés comme responsables de maladies parfois tués par les jeunes hommes tant ils semblaient dangereux. Les Tzeltals procèdent aussi parfois de la sorte.
Les personnes à la tête du lignage possèdent les Nahuals les plus puissants. Ce sont également eux aussi qui possèdent les connaissances permettant la communication avec les dieux ancestraux et les Saints patrons. Les Nahuals des chefs veillent aussi la nuit afin que les Nahuals de l’extérieur de la communauté n'attaquent pas le village. Les Nahuals des personnes du lignage le plus puissant sont appelés labil winiketik (labil : Nahual ; winik : homme ; -etik : marque le pluriel.

#### Nahualisme maya
- Ana Erice, Reconsideración de las creencias mayas en torno al nahualismo, in Estudios de Cultura Maya, 1985.
- Mercedes de la Garza, Naguales mayas de ayer y de hoy.
- Mercedes de la Garza, Le chamanisme nahua et maya : nagual, rêves, plantes, pouvoir, G. Trédaniel, 1993, 226 p.